# 上下町

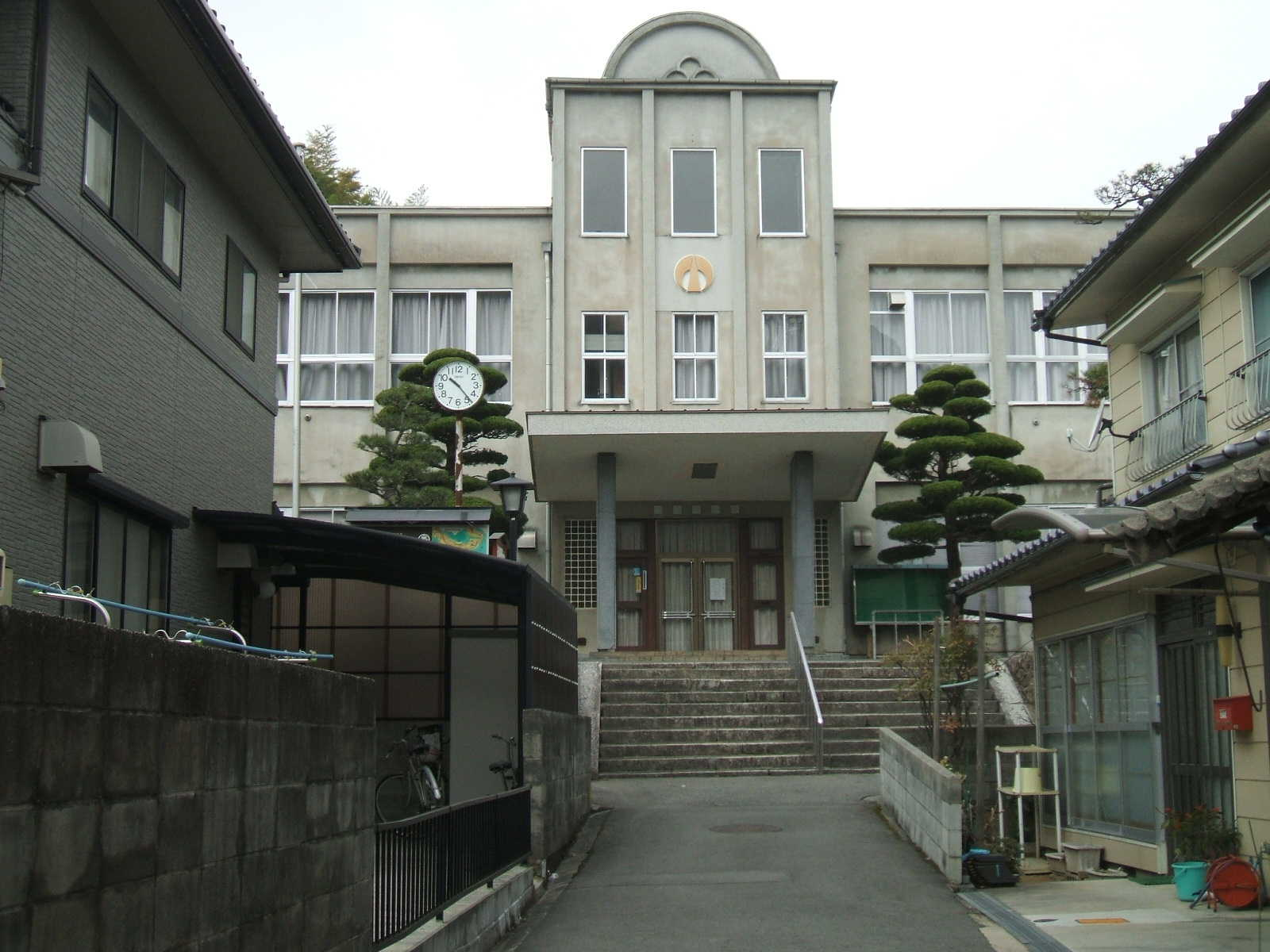
町役場として使われていた建物（2007年撮影）

上下町（じょうげちょう）は、かつて広島県の中東部にあった町。甲奴郡に属していた。2004年（平成16年）4月1日に南隣の府中市へ編入され、府中市上下町となった。
江戸時代には旧石見銀山から瀬戸内海への銀山街道の宿場町の一つであり、天領とされ両替商など金融業で栄えた。

## 町名の由来
1. 中心部付近が芦田川水系と江の川水系の分水嶺になっていることから。
2. 分水嶺であり峠でもあったことから、峠の字から山を除いて上下となった。
3. 最初の上下村になるとき、上野村と下野村に挟まれていたことから。

## 歴史

### 沿革
- 1889年（明治22年）4月1日 - 町村制施行に伴い、甲奴郡上下村が成立。
- 1897年（明治30年）5月7日 - 町制を施行し上下町となる。
- 1954年（昭和29年）3月31日 - 甲奴郡清岳村・矢野村・吉野村および階見村の一部と新設合併し、改めて上下町が発足。
- 1955年（昭和30年） - 字斗升が芦品郡阿字村と同郡大正村に分離。
- 1957年（昭和32年）6月10日 - 世羅郡甲山町の一部（松崎地区）を編入。
- 2004年（平成16年）4月1日 - 府中市に編入。同日上下町廃止。

### 主な出来事
- 1873年（明治6年）3月 - 上下代官所跡に上下小学校が創設[2]。
- 1874年（明治7年）10月 - 上下郵便局、普通郵便の取り扱いを開始。
- 1886年（明治19年）9月 - 国留小学校校舎が暴風雨により倒壊[3]。
- 1900年（明治33年）1月 - 備後銀行上下支店開設[4]。
- 1913年（大正2年）1月 - 上下郵便局で通話交換事務取扱開始[5]。
- 1914年（大正3年）10月 - 上下電灯株式会社開業（大正7年に広島呉電力に合併）。
- 1917年（大正6年）6月 - 清岳村役場、火災により焼失。
- 1920年（大正9年） - 6月に甲奴郡実科高等女学校（後の広島県立上下高女）設置認可、11月に甲奴郡実業補習学校（後の広島県立上下農学校）設置認可[6]。
- 1938年（昭和13年）7月 - 福塩南北線が開通。福塩線に改称[7]。
- 1956年（昭和30年）12月 - 上下小学校東校舎、火災により焼失[8]。
- 1958年（昭和33年）3月 - 上下簡易水道給水開始。
- 1960年（昭和35年）7月 - 梅雨前線が停滞して豪雨。町内の多くが浸水する大水害[9]。
- 1972年（昭和47年）7月 - 集中豪雨（昭和47年7月豪雨）により上下町史上最大の水害が発生[10]。

## 主要施設
- 翁座 - 大正時代建立の劇場
- 末広酒蔵資料館 - 上下人形（土人形）

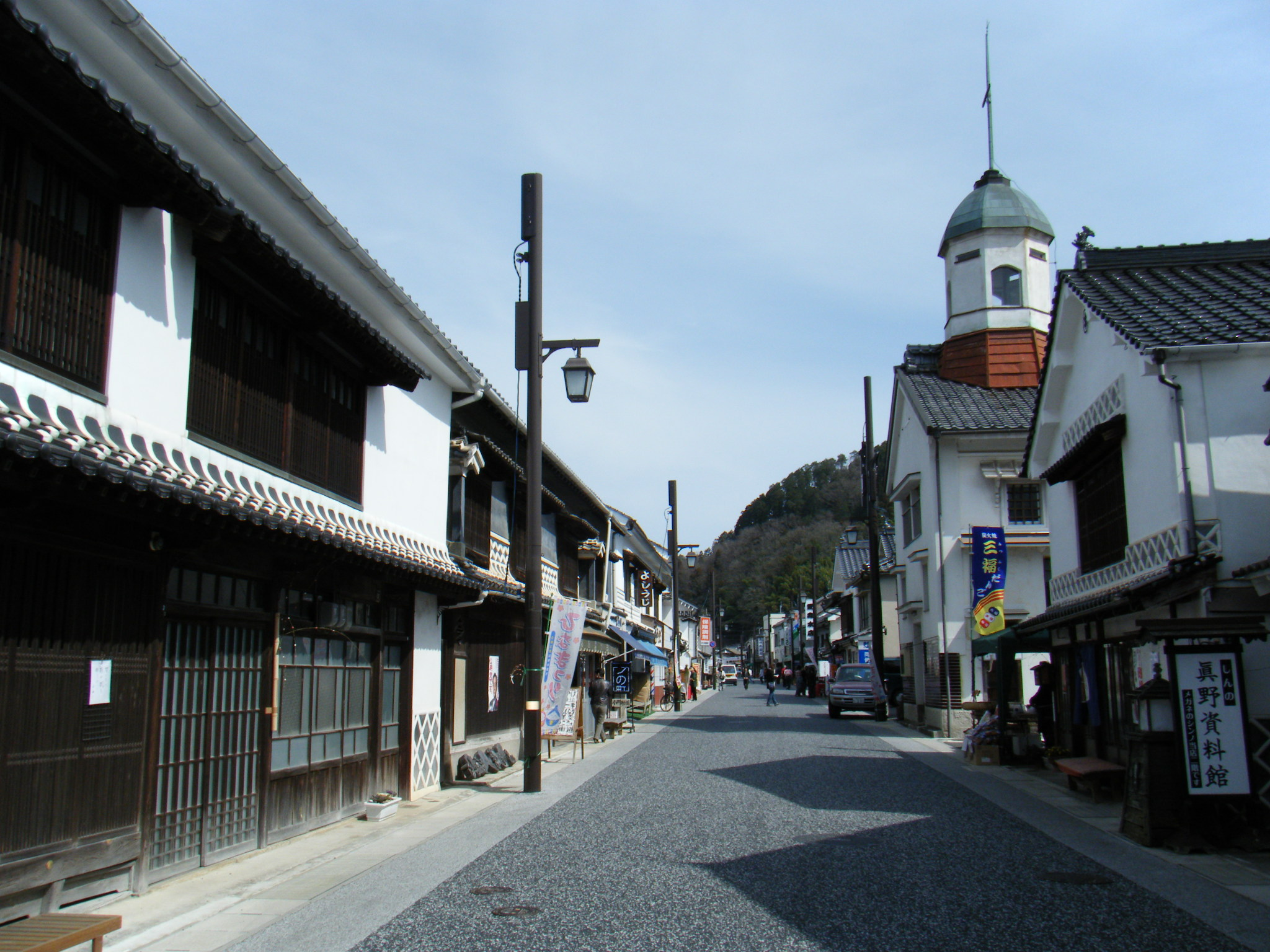
上下町の町並み

- 真野資料館（メガネのシンノ 2階） - 火縄銃など歴史資料

## 地理
広島県の中東部に位置し、東は神石郡三和町（現在は神石高原町三和）、北は総領町（現在は庄原市総領町）、西は甲奴町（現在は三次市甲奴町）、南は府中市および世羅郡甲山町（現在は世羅郡世羅町）に接していた。領域は標高500〜700ｍの神石高原延長線上にあり、町南部が山陰方面に流れる江の川水系と山陽方面に流れる芦田川水系の分水嶺にあたる。
町の中西部上下川沿いに発達した上下の地は、近世に石州路の宿場として栄え、天領代官所が置かれて付近の中心をなした。

### 河川
- 上下川 - 江の川水系
- 矢多田川 - 芦田川水系

### 山岳
- 龍王山(768m)
- 岳山(741m)
- 翁山(538m)

## 名所・旧跡
- 宇根・河井かたくりの里
- 翁山
- 上下白壁の街並み
- 上下代官所跡
- 善昌寺
- 矢野温泉 - 自然の森M.G.ユースホステル / 「矢野温泉あやめ荘」2016年閉鎖
- 矢野の岩海

## 大字
※2004年3月31日当時のデータ 
- 有福（ありふく）
- 井永（いなが）
- 岡屋（おがや）
- 小塚（おづか）
- 国留（くにどめ）
- 小堀（こおり）
- 佐倉（さくら）
- 階見（しなみ）
- 上下（じょうげ）
- 深江（ふかえ）
- 二森（ふたもり）
- 松崎（まっさき）
- 水永（みずなが）
- 矢多田（やただ）
- 矢野（やの）

## 交通
※2004年3月31日当時のデータ

### 鉄道
1938年（昭和13年）に福山市と三次市塩町と結ぶ国鉄福塩線が開通。町内には上下駅・備後矢野駅の二駅が出来た。
- JR福塩線
  - 備後矢野駅 - 上下駅

### 道路

#### 国道
- 国道432号

#### 主要地方道
- 広島県道24号府中上下線
- 広島県道25号三原東城線
- 広島県道26号新市七曲西城線
- 広島県道27号吉舎油木線

#### 一般県道
- 広島県道221号上下停車場線
- 広島県道403号別迫上下線
- 広島県道420号木頃井永線
- 広島県道421号矢多田阿字線
- 広島県道427号宇賀矢野線

## 教育（2004年3月31日当時のデータ）

### 小学校
- 上下町立上下北小学校
- 上下町立上下南小学校

### 中学校
- 府中市立上下中学校

### 高等学校
- 広島県立上下高等学校

## 医療機関
- 上下市民病院 - 府中市と合併後に地方独立行政法人府中市病院機構府中北市民病院に移行。

## 町長
- 岡田胖十郎 ※初代上下町長[11]。岡田美知代の実父[12]。
- 山岡淳郎
- 梶田昌宏 ※上下町最後の町長[13]。

## 出身有名人
- 岡田實麿 - 英文学者。新渡戸稲造に請われて第一高等学校（現・東京大学）教授。
- 岡田美知代 - 文学者。實麿の実妹。
- 小掛照二 - 陸上選手、陸上競技指導者、三段跳世界記録保持者。
- 平幹二朗 - 俳優。
- 伊原春樹 - 元プロ野球選手及び監督。上下町最後の名誉町民。
- 田中卓志 - お笑いコンビ・アンガールズメンバー。

## 書籍
- 上下町史
  - 上下町史 通史編（2003年刊行）
  - 上下町史 史料編1（2001年刊行）
  - 上下町史 史料編2（1998年刊行）
  - 上下町史 民俗史料編（1993年刊行）
  - 上下町史 民俗編（カセットテープ（弓神楽と民謡）1巻60分付）（1991年刊行）